# Harry Moger
Henry Herbert "Harry" Moger (n. septembrie 1879 în Southampton – d. 16 iunie 1927, Manchester) a fost un fotbalist englez care a jucat pe postul de portar.